# 中專7線
中專7線，又名烏石坑林道、大雪山530林道。起點位於臺中市和平區烏石坑大橋前，與中47線相接；終點位於臺中市和平區烏石坑第六苗圃。全長6.6公里。

## 路線說明
臺中市
- 和平區：烏石坑（起點， 中47線岔路）→ 烏石坑林道 → 第六苗圃（終點）

## 沿線地標、設施
- 烏石坑大橋
- 烏石坑活動中心
- 烏石坑吊橋
- 長青橋
- 烏石坑苗圃

## 交會公路
- 中47線（東崎道路）

## 歷史
1976年時即編為專用公路「中專7線（烏石坑～第六苗圃線）」至今。